# Ginger Kids
Ginger Kids is episode 11 van seizoen 9 van South Park.

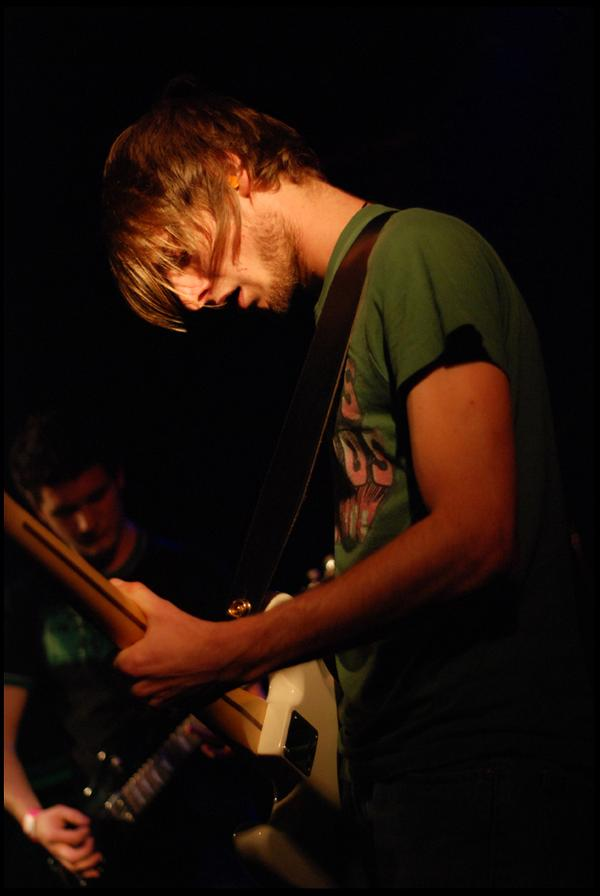
Dit is een voorbeeld van een zogenoemde "Ginger"

## Het verhaal
Eric Cartman houdt een spreekbeurt die in feite neerkomt op een haatspeech tegen roodharigen met een bleke huid en sproeten, de Gingers (Engelse benaming voor roodharigen). Volgens hem zijn roodharigen dom, lelijk, gemeen, hebben ze geen ziel, en kunnen ze niet tegen daglicht, net als vampiers. Bovendien zouden roodharigen 's nachts kinderen ontvoeren. Wanneer Kyle zegt dat hij rood haar heeft en prima overdag kan rondlopen, zegt Cartman dat er ook zogenaamde 'daywalkers' bestaan: roodharigen die daglicht kunnen verdragen. Ondanks pogingen van Kyle om het tegendeel te bewijzen, blijken de meeste mensen een hekel aan roodharigen te hebben, en leidt Erics haatspeech tot discriminatie en pesterijen tegen roodharigen. Zo mogen roodharigen niet meer in de cafetaria eten en worden ze gepest op de speelplaats.
Om Cartman een lesje te leren besluiten Kyle, Kenny en Stan zijn haar rood te verven. Verder bleken ze zijn huid en tatoeëren ze sproeten op zijn gezicht. De volgende dag is Eric klaar voor de verrassing van zijn leven.... tot zijn verbazing en afschuw is hij zelf roodharig.
Erics moeder schrikt zich dood en neemt hem mee naar de dokter. De dokter suggereert Cartman te laten 'inslapen', en zijn moeder overweegt dit serieus. Op school moet Cartman zelf de pesterijen en discriminatie, de gevolgen van zijn eigen haatspeech, ondergaan. Zelfs Butters lacht hem uit.
Cartman organiseert echter een bevrijdingsbeweging voor roodharigen, gebaseerd op de zwarte bevrijdingsbewegingen: de Ginger Separatist Movement. Deze houdt emancipatiedemonstraties voor Gingers (roodharigen). Ook valt de beweging een opvoering van de musical Annie aan, omdat de hoofdrolspeelster een pruik draagt en niet echt roodharig is. 
De beweging wordt onder Erics leiding steeds militanter en gewelddadiger, en krijgt uiteindelijk nazistische trekjes. Eric Cartman verkondigt nu dat de Gingers het 'uitverkoren ras' zijn, en dat ze alle niet-Gingers moeten vermoorden. Daarom roept Eric zijn volgelingen op niet-roodharige kinderen te ontvoeren. En uiteraard laat hij als eerste zijn vrienden Kenny, Stan en Kyle (hoewel zelf roodharig) ontvoeren. Wanneer Kenny, Stan en Kyle proberen te ontsnappen, wordt Kenny meegesleurd en komt nadien in de aflevering niet meer voor. Terwijl de kinderen opgesloten zitten in kooien boven een poel borrelende lava, hitst Eric zijn volgelingen nog verder op ter aankondiging van het offeren van de niet-roodharige kinderen. Als eerste zal Kyle worden geofferd.
Maar Kyle weet Eric in te fluisteren dat zijn roodharigheid nep is, en na een paar dagen zal verdwijnen. Eric schrikt zich een hoedje en verklaart ineens dat hij een epifanie heeft gehad waarin hem is geopenbaard dat Gingers en niet-Gingers vriendschappelijk met elkaar om moeten gaan. Na enige aarzeling volgen zijn volgelingen en bevrijden ze de nog opgesloten kinderen. Kyle fluistert naar Eric dat hij een manipulerende klootzak is en Eric beaamt dit van harte, zolang hij het er zelf maar levend vanaf brengt.